# Pobočni procesi
Transport gradiva omogoča izravnavanje razlik v razporeditvi gradiva in je pomemben dejavnik preoblikovanja površja. Poteka na različne načine. Najpogostejše je odnašanje gradiva zaradi gravitacije in delovanja vode. Manjše je premeščanje zaradi delovanja vetra in snega. Velik del kamnine in preperine se prenaša v obliki suspenzije in raztopine. Količino gradiva, ki se z različnimi procesi premika po pobočju navzdol, lahko merimo z zajezitvami. Iz nje sklepamo na intenzivnost erozijskih procesov v zaledju (Morgan 1979). 
Gravitacijski transport poteka z valjenjem, kotaljenjem, skakanjem ali padanjem po pobočju navzdol (skalni podori). Poteka s tako imenovanimi pobočnimi procesi. Ti so še polzenje in soliflukcija, različni tokovi, na primer blatni, drobirski, kamniti, in plazenje, na primer usadi, zemeljski plazovi (Slušatelji…1971; Zorn, Komac 2002a).
Pobočni procesi potekajo tako v podvodnem kot v kopnem okolju. Podvodni pobočni procesi so pomembnejši za kamninski zapis Zemlje in so običajno obsežnejši od kopenskih (Skaberne  2001a,2001b). Posledice tovrstnih procesov pod morsko gladino lahko na kopnem opazujemo v sedimentnih kamninah. Tako so se na primer ob turbiditnih tokovih odložile kamnine, ki sestavljajo fliš.
Veliki podvodni pobočni procesi se dogajajo na robovih aktivnih celinskih litosferskih plošč, kot kaže primer ob severni perujski obali. Na morskem dnu s površino približno 1000km², na območju med 5º15' in 6º5' južne zemljepisne širine je bilo odkrito pobočno premikanje, pri katerem je bila prostornina gmote ocenjena na 250 km² (Duperret in ostali 1995). Iz Arktičnega oceana poročajo o premiku 1350 km³ gradiva (Vanneste, Mienert, Bünz 2006). 
Med recentnimi pobočnimi procesi na kopnem si tako velikih gmot v premikanju ne moremo predstavljati, še manj pa si lahko predstavljamo pokrajinske posledice tovrstnih premikanj. V omenjenem primeru se premika območje, veliko približno za dve tretjini Julijskih Alp.
Največji znani pobočni procesi na kopnem izhajajo predvsem iz prazgodovinskega obdobja. Tako je največji znani kamniti zdrs v Alpah nastal pri kraju Flims v švicarskem kantonu Graubünden. Sprožil naj bi se pred najmanj 8300 leti, po ocenah pa je njegova prostornina okrog 11km³.
Gradivo je odloženo na več kot 50 km² ozemlja (Poschinger, Haas 1997; Poschinger 2002). Največji znani skalni podori v Vzhodnih Alpah so nastali na Drobaču v Ziljski dolini. Njihova skupna prostornina je 1 km³ oziroma 1,000,000,000 m³  (Zorn 2002a).   

## Vzroki in povodi za nastanek pobočnih procesov
Za razumevanje neprestanega geomorfnega dogajanja moramo razlikovati vzroke in povode pobočnih procesov. Ti so največkrat le na prvi pogled posledica izjemnih dogodkov, kot so potresi ali močne padavine, ki so po navadi le sprožitelj ali povod geomorfnih procesov. Povodi delujejo kratek čas in odločajo le o času sprožitve gradiva, ne pa tudi o njegovi količini. Na sprožitev vpliva splet dalj časa trajajočih dejavnikov (vzrokov). Tako je potres lahko povod ali sprožitelj geomorfnega procesa, ali pa le eden od vzrokov, ki počasi načenjajo stabilnost pobočja. Določen dogodek ali proces je povod v tistem trenutku, ko dejansko pride do sprožitve gradiva, sicer pa je le delček v mozaiku vzrokov.
Vzroki za pobočne procese so dejavniki, ki daljši čas delujejo na območje sprožitve in krhajo ravnovesje. Tisti dejavnik, ki dokončno podre dinamično ravnovesje v sistemu oziroma sistem sune prek praga v novo ravnovesno stanje pa je povod. Po sprožitvi se na območju vzpostavi dinamično ravnovesje na novi ravni, ki vztraja toliko časa, dokler novega sistema vzroki ne privedejo do novega praga, povod pa spet čezenj. 
Površje je odprt sistem, v katerega se vedno znova vzpostavlja dinamično ravnovesje, tako da vsaki spremembi zunanjih okoliščin sledi niz prilagoditev celotnega sistema, na pobočju tudi z njihovim podiranjem, in ponovna vzpostavitev ravnovesja v skladu z novimi okoliščinami.
Ponekod se razmerje med geomorfnimi procesi in reliefnimi oblikami odraža naklon površja. Ker so nekateri nakloni značilni za določen geomorfni proces (na primer naklon posipnega kota), pride s spremembo zunanjih okoliščin do spremembe naklona površja (Komac 2006).
Vzroki za nastanek pobočnih procesov so sila različni (Zorn 2001, 16-20; Zorn, Komac 2002, 11-12):
notranji ali endogeni vzroki:
- premikanje litosferskih plošč,
- (neo)tektonsko dviganje gorovij,
- potresi;
- zunanji ali eksogeni vzroki:
- vremenska dogajanja:
- padavine,
- nihanje ter spremembe pH in kemične sestave podtalnice,
- spomladansko taljenje ledu v razpokah,
- taljenje snega in ledu,
- odlaganje drobnozrnatih delcev na drsnih ploskvah,

preperevanje kamnine (kamnina razpada v manjše delce): 
- mehansko,
- kemično;
- erozija:
- ledeniška,
- rečna,
- vetrna;
- biogeni vzroki:

biološko preperevanje:
- korenine dreves se razraščajo med nezveznostmi v kamnini ter zaradi debeljenja pritiskajo in širijo razpoke,
- nabrekanje tkiv mahov in lišajev v razpokah in porah;

zunajzemeljski vzroki: 
- motnje pri gibanju Zemlje (vpliv na podnebne razmere),
- premikanje zemeljskih tečajev (vpliv na podnebne razmere);
- trki nebesnih teles
- neposredni vpliv (rušitev pobočij)
- posredni vpliv (podnebne spremembe); •antropogeni vzroki: -neposredni vzroki:  -gradnja na nestabilnih pobočjih, -posegi v pobočja, gradnja usekov, povečevanje naklona pobočij, -akumulacijska jezera, -spremenjene vodne razmere, -pretirana raba prostora, -miniranje, -vojaški posegi; -posredni vzroki: -propadanje gozdov; -spremembe podnebja: -ekstremni podnebni dogodki, -spremembe padavinskih režimov, -umikanje ledenikov in permafrosta. Poglavitni povodi za nastanek pobočnih procesov so (Zorn 2001,21; Zorn, Komac 2003;12-13): •vremenska dogajanja: -ekstremne padavine (močne in/ali dolgotrajne), -nenaden dvig podtalnice, -poplave; •hitre temperaturne spremembe: -taljenje snega, -umikanje ledenikov iz permafrosta v poznem pleistocenu, v sodobnosti pa v višjih nadmorskih višinah in višjih zemljepisnih širinah, -spomladansko taljenje razpok; •potresi, •trki nebesnih teles; •antropogeni posegi: -spodkopavanje pobočij in gradnja usekov,  -povečanje naklona pobočij; -pretirana raba prostora: -gradnja naselij na nestabilnih območjih, -gradnja infrastrukturnih objektov (ceste, železnice, smučarske proge), -sečnja gozdov ali drugi posegi v vegetacijo,

### Povzročanje tresljajev (promet, miniranje)
-rudarjenje,
-kmetovanje (čezmerna paša);
-nenaden dvig podtalnice (akumulacijska jezera),
-povečan odtok vode, sprememba oziroma usmeritev odtokov padavinske vode na nestabilno območje, odnašanje preperine.

## Pokrajinski učinki pobočnih procesov
Pobočni procesi v pokrajini povzročajo spremembe na mestu nastanka, na območju potovanja gradiva in na območju odlaganja ali akumulacije. Vplivajo na naravo (fizičnogeografski učinki) in na človeka (družbenogeografski učinki). Poglavitni fizičnogeografski učinki pobočnih procesov so naslednji (Zorn 2001, 99-103;Zorn,Komac 2002, 13):
•	Neposredni učinki, ki nastanejo zaradi premikanja gradiva po pobočju:
-	spremembe reliefnih oblik na mestih sprožitve,
-	nastanek tenzijskih (napetostnih) razpok, vzporednih z odlomno ploskvijo,
-	reliefne poškodbe,
-	poškodbe na prsti in rastlinstvu,
-	poplave in udarni valovi
-	zračni udar;
•	posredni učinki, ki nastanejo po odložitvi gradiva:
- kupi premaknjenega gradiva na pobočjih in na dnu dolin (sprememba morfologije območja),
- nastanek jezer z a odloženim gradivom,
- usedanje jezerskih sedimentov
- zamočvirjena območja za pregradami iz odloženega gradiva,
- preboji odloženega gradiva,
- sprememba hidroloških razmer na mestu odložitve,
- spremembe prsti in rastlinstva,
-  sprememba mikroklime.
Poglavitni učinki pobočnih procesov na človeka so naslednji (Zorn 2001, 107-114; Zorn in Komac 2002, 13, 16):
•	neposredni učinki, ki nastanejo zaradi premikanja gradiva:
-	poškodbe alpinističnih smeri, planinskih in zavarovanih plezalnih poti (Krn, skalni podor, 12.4. 1998),
-	poškodbe infrastrukturnih objektov (Trenta, skalni podor, v letih 1989 in 1993),
-	poplave in udarni valovi (Podvolovjek zemeljski plaz, november 1990),
-	poškodbe stanovanjskih in drugih objektov (Log pod Mangartom, drobirski tok, november 2000),
•	posredni učinki na človeka, ki nastanejo po odložitvi gradiva:
-	vpliv na kulturno pokrajino (opuščanje obdelave, ogozdovanje) in razmestitev naselij,
-	nastanek pregrad in zamočvirjanje območij za njimi,
-	pregrade kot reliefne prepreke za komunikacijo, promet,
-	kupi gradiva kot politična, kulturna in jezikovna meja
-	možna je izraba gradiva v industriji (podjetje v Srpenici izkorišča jezersko kredo, ki je nastala v jezeru za pleistocenskem skalnim podorom s Polovnika),
-	hidroenergetska izraba,
-	območja pobočnih procesov kot turistična območja z veliko doživljajsko vrednostjo,
-	spomin na pobočne procese je ohranjen v krajevnih in ledinskih imenih ter imenih ulic
-	pobočni procesi, ohranjeni v pripovedkah, pesmih in legendah (pripovedka o nastanku Rabeljskega jezera, ki jo je upesnil Simon Gregorčič).

## Sukcesija kot pripomoček za ugotavljanje starosti pobočnih procesov
Pri preučevanju večfaznosti skalnih podorov se dobro obnese datiranje s pomočjo vegetacije, saj lahko na ta način razlikujemo starejše podore od mlajših. Skalne podore, ki so nastali le z nekajletnim zamikom težko ločimo, lahko pa razlikujemo predzgodovinske skalne podore od zgodovinskih. To je nazorno vidno na območju Schütt pod Dobračem, kjer so predzgodovinski podori v celoti poraščeni z gozdom in skoraj v celoti pokriti s prstjo, na zgodovinskih podorih pa je vegetacija še v začetnih razvojnih fazah in tudi razvoj prsti je še na začetku, čeprav je od podorov minilo že skoraj 700 let.
Na podornem gradivu razlikujemo tri stopnje razvoja rastlinstva:
-Površje najprej poselijo pionirske rastlinske vrste, ki so sposobne preživeti v ekstremnih razmerah brez prsti. Te rastline koreninijo v skalnih razpokah.
-Po daljšem obdobju s preperevanjem nastane humus. Vlaga v razpokah omogoči rast različnim vrstam zelišč, trav in praproti.
-Z razvojem humusnega horizonta že nastane gostejša rastlinska odeja s pionirskim drevjem, povečini borovcem, brezo, vrbo in macesnom.
Na hitrost razvoja prsti in rastlinstva vpliva sestava podornega gradiva. Tako rastline hitreje poselijo območja, kjer je več drobnozrnatega gradiva.
Pomemben dejavnik je vrsta kamnin. Če so podorni bloki iz karbonatnih kamnin, poteka preperevanje veliko počasneje kot drugod. Ker so karbonatne kamnine prepustne za vodo, so na njih gostejše suše. Površje historičnih skalnih podorov je na karbonatnih območjih povečini slabo poraslo. Na teh območjih kemična erozija (korozija) povzroča odlašanje kamnine v obliki raztopine, tako da na nastanek preperine vplivata le mehansko in biogeno preperevanje. Zaradi spiranja v globino se lahko produkti preperevanja zadržijo le v razpokah in konkavnih oblikah, vendar se razpoke le počasi polnijo in omogočijo rast zahtevnejšim rastlinam (Pichorner 1971,82).     

## Polzenje
Polzenje je zelo počasno premikanje gradiva po pobočju navzdol. Po navadi poteka s hitrostjo nekaj cm do največ nekaj deset cm letno (Martin 2000,3). Procesa samega ne moremo opaziti, nanj pa lahko sklepamo posredno, po njegovih učinkih. To so povite zgornje plasti sedimentov, nagnjena drevesa, telefonski drogovi ali zidovi. Proces deluje na vseh pobočjih in je posledica premikanja posameznih delcev preperine, poteka pa tudi v obliki počasnega viskoznega toka (Penck 1972; Natek 2001).
Polzenje je najhitrejše blizu površja, kjer so še vidni učinki sušenja in vlaženja ter vlaženja in zmrzovanja. Z globino postaja proces vedno počasnejši.
Polzenje je značilno za območja, kjer temperatura gradiva pogosto preide ledišče (Mihevc 2001). Poteka v preperini, rečnih in jamskih sedimentih in je najpogosteje v plastičnih glinah. Možno je tudi polzenje trdnih kamnin, kot so glinavci, filiti, saj jih sestavlja glinasto dno.
Gradivo se premika tako, da v njem nastajajo počasne prostorninske spremembe in se notranji strižni koz zniža do te mere, da zaradi krajevnih napetosti pride do premika v stabilnejšo lego. 
Če strižna napetost prekorači določeno mejo, se ravnovesje poruši in polzenje postaja vedno hitrejše, dokler ne pride do porušitve, nastanka drsne ploskve in plazenja. Ker v gradivu zaradi deformacij naraščajo napetosti, najprej nastanejo krajevne strižne razpoke. Napetost se nato prenese pred ali za razpoke, ki se zato širijo, v končni fazi pa se združijo v enotno drstno ploskev, vzdolž katere pride do plazenja. Hitrost plazenja je največja v začetni fazi, ko je kot predstopnja plazenja značilno polzenje (Ribičič 2001a, 33 in 34).

## Skalni podor

### Opredelitev skalnih podorov
V geomorfologiji kot interdisciplinarni vedi, s katero se ukvarja več znanstvenih panog in področij, se pogosto srečujemo z različnimi opredelitvami istega pojava.
V geografski literaturi se je z izrazoslovjem o premikanju zemeljskih gmot ukvarjal Gams (1956, 18), ki je zapisal, da je za skalne podore značilno, »…da se "podre" ali "posuje" živoskalno ali predvsem živoskalno gradivo, navadno na izpostavljenih mestih v steni ali na zelo ekstremnem pobočju, predstavitev pa je nagla in enkratna…Kot osnovne vzroke podorov omenjajo izpodkopavanje pobočij zaradi tekočih voda, kar ustvarja prevelike strmine, razganjanje skalovja zaradi zmrzovanja skalne vode…«V geološki literaturi o premikanju zemeljskih gmot največ pišejo inženirski geologi, ki skalni podor definirajo kot »…navadne naravne zdrse velikih blokov naravnih kamnin (apnencev, tonalitov) v alpskem ali hribovitem terenu, kjer so pobočja vertikalno nagnjena. Nastajajo ob različnih med seboj sekajočih se sistemskih razpok, pri katerih je eden po navadi blizu navpičnega nagiba. Zaradi človeškega delovanja lahko manjši podori nastanejo ob visokih in strmih umetnih usekih v trdih hribinah…« (Ribičič 1999, 19;2001a).

### Vrste skalnih podorov
Za uporabo v geografiji oziroma geomorfologiji je uporabna tudi inženirsko-geološka tipizacija skalnih podorov. Glede na način premikanja in nekatere druge lastnosti razlikujemo naslednje tipe podorov (Ribičič, Vidrih 1998a, 49-52, Ribičič 1999, 111):
•	ravninski ali planarni zdrs, ki nastane , kadar poteka padnica pobočja in padnica razpok v približno isti smeri,
•	klinasti zdrs, ki nastane, ko je presečišče dveh sistemov razpok usmerjeno v isti smeri kot padnica pobočja in nagnjeno navzdol,
•	zdrs po različnih sistemih razpok,
•	zdrs po plastovitosti ob slučajni zaledni razpoki,
•	zdrs v močno razpokani kamnini,
•	podor ob strmo nagnjeni ploskvi plastovitosti oziroma leziki,
•	podor ob navpični razpoki v pobočju, ki je v spodnjem delu spodjedeno.
7.)	ZEMELJSKI PLAZ

## Opredelitev zemeljskih plazov
Izraz zemeljski plaz ima več pomenskih razločkov. V najširšem smislu pomeni premik gmote kamenja, prsti, preperine s polzenjem, plazenjem ali tokom. Pomeni tudi nanos gradiva, ki je nastal s plazenjem, označuje pa še vdolbino na območju ali območje, kjer se pogosto prožijo plazovi.
V Sloveniji je aktivnih prek 8000 zemeljskih plazov, kar pomeni gostoto 0,4 plazu na kvadratni kilometer. Kar četrtina med njimi ogroža infrastrukturo in/ali objekte. V Sloveniji je največji znani pobočni proces v ožjem smislu besede, kot ga obravnavamo v tem delu, pri čemer so izključena počasna premikanja preperine in nesprijete kamnine s polzenjem, prazgodovinski podor Kuntri na južnem pobočju Polovnika v Julijskih Alpah, ki ima prostornino 200.000.000 m³ (Melik 1962; Zorn 2002a).

### Nastanek zemeljskih plazov
Premik zemeljskih gmot, zlasti prsti in preperine, lahko pa tudi zgornjega dela trdne kamnine v nižjo lego, je posledica različnih dejavnikov.
Razmerje med učinki teh dveh dejavnikov se spreminja zaradi vsebnosti vode, ki obteži pobočje in vpliva na sprijetost gradiva, na proženje lahko vpliva tudi človek. O zemeljskem plazu govorimo, ko je začetni zdrs hiter in so v naravi opazni njegovi učinki. Do zdrsa pride vzdolž ploskve znotraj gradiva, ob kateri je vrednost notranjega ali strižnega upora manjša od komponente sile teže, ki deluje v smeri pobočja.
Pri trdih kamninah je pobočje stabilno tudi, če je naklon večji od kota notranjega trenja. K stabilnosti pripomore večja kohezivnost gradiva, ki pa vpliva le do določene višine pobočja. Zato lahko v tem primeru govorimo o kritični višini pobočja, ki še omogoča njegovo stabilnost. Če se ravnovesje poruši, se znova vzpostavi ob manjšem naklonu. V idealnih razmerah je drsna ploskev zemeljskih plazov krožne ali kroglaste oblike in ni vzporedna s pobočjem. Takšne drsne ploskve so v naravi redke zaradi nehomogenosti in številnih dejavnikov, ki vplivajo na plazenje oziroma na zmanjšanje strižnega odpora.

### Vrste zemeljskih plazov
Zemeljske plazove delimo glede na različne lastnosti. Najbolj običajna delitev glede na sestavo gradiva. Praviloma se s plazenjem premakne nevezano gradivo, preperina. Takšen premik poteka vzdolž drsne ploskve znotraj kamnine, na primer vzdolž kamninskih plasti, ali na stiku z drugo kamnino. Pojav prištevamo k skalnim podorom in ga v geografiji imenujemo kamniti zdrs.
Glede na hitrost razlikujemo trenutne zdrse, hitro plazenje, ki poteka s hitrostjo nekaj centimetrov na uro, in počasno plazenje, ki poteka s hitrostjo nekaj milimetrov na uro.
Glede na velikost razlikujemo usad, ki je manjši zemeljski plaz; obsega travno rušo in do 1 m  debelo plast preperine. Gradivo se premakne v enem kosu in skoraj brez deformacij. Zemeljski plaz pa je počasen premik, pri katerem se gmota med premikom tudi premeša.
Glede na globino razlikujemo plitve in globoke zemeljske plazove, njihova razvrstitev pa je (Ribičič 2001a,43):
-zdrs humusa (0-0,5m)
-plitev plaz (0,5-2m)
-srednje globok plaz (2-5m)
-globok plaz (5-10m)
-zelo globok plaz (več deset, tudi več kot 100m)
Po načinu premikanja ločimo rotacijsko in translacijsko plazenje. Najpogostejši so rotacijski zemeljski plazovi s krožno drsno ploskvijo. Nastanejo v homogenih kamninah oziroma preperini, ki jih sestavljajo glinasti, meljasti ali peščeni sedimenti. Za translacijske zemeljske plazove je značilno, da je drsna ploskev vsaj približno vzporedna s pobočjem, zato pride do premika gradiva v enem kosu.
Več vrst zemeljskih plazov razlikujemo glede na vrsto gradiva. Splazijo lahko glina, melj, pesek, prod, grušč, prst, preperina, jalovina. Najpogostejši so preperinski zemeljski plazovi.
Glede na dejavnost razlikujemo aktivne(premika se z daljšimi ali krajšimi prekinitvami), umirjene (se ne premika več) in fosilne (razkriva nagubano, grbinasto površje) zemeljske plazove.

## Primeri pobočnih procesov v zgornjem Posočju

### Pobočni procesi nad Kosečem
Nad Kosečem se je po manjših premikih, ki so trajali že dva ali tri dni, v večernih urah 22.12.2001 sprožil zemeljski plaz s prostornino približno 95.000 m³. Šlo je za kombinacijo različnih pobočnih procesov, saj je del gradiva splazel, del se je odlamljal oziroma podiral, del pa je po strugi Brsnika tekel v dolino v obliki drobirskih tokov. 
Kmalu potem, ko se je sprožil zemeljski plaz, je prišlo do podiranja gradiva s strmega pobočja. Zaradi velike mase skalnega podora s prostornino približno 45.000 m³ je prišlo do plazenja pobočja pod podorom (Mikoš in ostali 2006). Splazelo gradivo, ki obsega preostalih 50.000 m³, se je ustavilo v strugi potoka Brusnika, na nadmorski višini 730 m, kar je približno 130 višinskih metrov nad Kosečem. Plaz je širok okrog 150 m, njegova debelina pa je med 5 in 10 m (Komac, Zorn 2002b). Premik je bilo mogoče natančno določiti, ker se je v nižjo lego premaknila z gozdom obdana senožet na nadmorski višini 870-900 m. Pretrgal se je suhi kamniti zid, tako da je njegov zahodni del ostal na istem mestu, vzhodno pa se je premaknil skupaj s travnikom. Skupaj je bilo premaknjenega približno 310.000 m³ gradiva (Mikoš, Fazarinc, Ribičič 2006).
Ko so padavine dosegle dnevno intenzivnost 20-30 mm, se je leta 2002 gradivo v nižje lege premeščalo z drobirskimi tokovi, ki so ogrožali Koseč. Skupaj jih je bilo več kot 20, obsegali pa so približno 1000 m³ (Mikoš in ostali 2006).
Prvo noč je preživelo zunaj domačij vseh 69 prebivalcev Koseča, ki živijo v 21 gospodinjstvih. Na domove so se vrnili 24. decembra. Na podlagi zbranih podatkov in analiz so odgovorni na Koseču določili za bivanje bolj in manj varna območja. Zaradi drobirskih tokov so zgradili nov, bolj prepusten most, ki pa ga bodo morali nadomestiti z novim. Na Koseču je bilo ogroženih sedem stavb (Mikoš in ostali 2006), poleg Koseča pa je bila ogrožena še vas Ladra v dolini Soče blizu Kobarida z okrog 153 prebivalcev (Komac, Zorn 2002b).

### Zemeljski plaz na Stovžju in drobirski tok v Logu pod Mangartom
Dne 15.11.2000 se je na Stovžju na nadmorski višini med 1300 in 1700 m utrgal zemeljski plaz, ki je dosegel sotočje Mangartskega potoka in Predelice ter odnesel most na cesti Strmec-Predel. Pojav je zaradi slabih vremenskih razmer slabo dokumentiran, zato dogajanje v zgornjem delu ostaja neznanka. Gradivo je skoraj v celoti zapolnilo dolinsko dno med Mangartsko planino in omenjenim sotočjem.
Ko je prišlo do splazitve na obsežnem, 25 ha velikem območju in je bilo pobočje prizadeto v globino nekaj deset metrov, so ob zunanjem robu nastali več kot 10 metrov visoki in strmi robovi, ki so se obdržali le nekaj dni. Zaradi izpostavljenosti eksogenim procesom so se sčasoma razrahljale kohezivne vezi, ki so omogočale stabilnost strmih pobočij in iz stmega pobočja so nastala manj strma pobočja z zaobljenimi robovi.
Po sprožitvi in ustalitvi zemeljskega plazu se je v gradivu nabirala voda. Ko je bila pri približno tretjini zapolnjene prostornine dosežena kritična točka zasičenosti, se je gmota utekočinila in kot drobirski tok stekla po dolini Mangartskega potoka in Predelice. Možen povod za sprožitev drobirskega toka je tudi manjši zemeljski plaz (Komac 2001a).
Drobirski tok je potoval z veliko hitrostjo (10 m/s) in je Log pod Mangartom dosegel v približno petih minutah. Zaradi velike hitrosti, židkosti in velike količine gradiva je tok dosegel veliko vztrajnost, ki je v zavojih povzročila značilno nadvišanje. Na zunanjem robu zavoja se je povečala akumulacija (Zorn, Komac 2002a). Izračuni z modeli so pokazali, da se je čelo toka usmerjalo po obstoječih geomorfnih oblikah, zlasti strugi Predelice (Majes 2001, 83).
Drobirski tok je v Logu pod Mangartom zahteval sedem življenj, porušil in poškodoval 18 stanovanjskih in 8 gospodarskih objektov ter na površini 15 ha odložil 700.000 m³ gradiva. Dolinsko dno je bilo zatrpano nekaj metrov na debelo. Na cesti Bovec-Predel sta bila porušena dva mostova. Celotna škoda je bila ocenjena na skoraj 14 milijonov evrov. Na objektih je je bilo za 2 milijona evrov, na cestni infrastrukturi   5 milijonov, na drugi infrastrukturi pa za 3,3 milijone.  Na kmetijskih zemljiščih je nastalo za 500.000 evrov škode (Komac 2000; Poročilo 2001, 10). Dan po nesreči so prebivalce izselili za cele tri mesece.